# Rezerwat przyrody Małecz
Rezerwat przyrody Małecz – florystyczny rezerwat przyrody w gminie Lubochnia, w powiecie tomaszowskim, w województwie łódzkim. Jest położony na terenie Nadleśnictwa Spała.
Zajmuje powierzchnię 9,15 ha. Został powołany Zarządzeniem Ministra Ochrony Środowiska i Zasobów Naturalnych z 12 sierpnia 1987 roku (M.P. z 1987 r. nr 28, poz. 222, § 7). Według aktu powołującego, celem ochrony jest zachowanie stanowiska różanecznika żółtego (Rhododendron flavum) oraz fitocenoz boru mieszanego i wilgotnego.
Odnaleźć można tu 130-letnie sosny, ponad 100-letnie dęby, a domieszkę w drzewostanie stanowią świerki, brzozy, jarzębiny i topole w różnym wieku.
Osobliwością rezerwatu jest różanecznik żółty – roślina pochodzenia pontyjskiego. Jest to jeden z najciekawszych i najrzadszych gatunków w Europie. Został on na tym stanowisku posadzony sztucznie w 1928 roku i od tej pory utrzymuje się samoistnie nie tylko na terenie rezerwatu, ale także w sąsiednich drzewostanach.
Według obowiązującego planu ochrony ustanowionego w 2007 roku, obszar rezerwatu objęty jest ochroną ścisłą (2,09 ha) i czynną (6,84 ha).